# غار فرهاد
غار فرهاد مربوط به سده‌های میانه دوران‌های تاریخی پس از اسلام است و در شهرستان سرآب، بخش مرکزی، دهستان صائین، ۴ کیلومتری جنوب شرقی روستای کلیان واقع شده و این اثر در تاریخ ۶ اسفند ۱۳۸۵ با شمارهٔ ثبت ۱۷۴۹۳ به‌عنوان یکی از آثار ملی ایران به ثبت رسیده است.